# Núi Hijiri
Mount Hijiri (聖岳 Hijiri-dake) là một ngọn núi nằm trong dãy núi Akaishi ở cả hai nơi Aoi-ku, Shizuoka, Shizuoka và Iida, Nagano, tại vùng Chūbu, Nhật Bản. Núi cao 3.013 m (9.885 ft) và là một phần dãy núi Akaishi. Núi thuộc vườn quốc gia Minami Alps nằm tại cực nam. Núi cũng được đưa vào danh sách "100 núi nổi tiếng Nhật Bản". Có nhiều con đường mòn và túp lều leo núi xung quanh. Có túp lều Hijiri-Daira tại đèo phía nam.